# Stułbia bezczułkowa
Stułbia bezczułkowa (Protohydra leuckarti) – gatunek maleńkiego, trudnego do zauważenia, samotnie żyjącego słonawowodnego jamochłona z gromady stułbiopławów. Jego cechą charakterystyczną jest zupełny brak czułków.
Polipy stułbi bezczułkowej przypominają z wyglądu grudkę przezroczystego żelu, która może być oblepiona ciałami obcymi. W miejscach płytkich zwierzęta te są różowawe, czasem zielonawe, w głębszych zupełnie pozbawione koloru. Długość ciała wynosi do 1,5 mm.
Jamochłon ten żywi się głównie nicieniami. Nie mając wyspecjalizowanych pączków rozrodczych, dzieli się przez podział poprzeczny - przede wszystkim jesienią. Występuje, podobnie jak inne żyjące w Polsce stułbie, na roślinach (często delikatnych plechach glonów), a ponadto na dnie mulisto-piaszczystym i piaszczystym. Najchętniej zasiedla wody o zasoleniu 5-10‰. Ze względu na niskie zasolenie Bałtyku, można ją spotkać w całym tym morzu.
Stułbia bezczułkowa ma w obrębie rodzaju dwóch krewnych, z czego jeden jest pewny, a drugi określony jako species inquirenda.